# Coventry (Rhode Island)
Coventry és una població dels Estats Units a l'estat de Rhode Island. Segons el cens del 2004 tenia 33.668 habitants.

## Demografia
Segons el cens del 2000, Coventry tenia 33.668 habitants, 12.596 habitatges, i 9.295 famílies. La densitat de població era de 218,3 habitants per km².
Dels 12.596 habitatges en un 34,7% hi vivien nens de menys de 18 anys, en un 60,4% hi vivien parelles casades, en un 10% dones solteres, i en un 26,2% no eren unitats familiars. En el 21,2% dels habitatges hi vivien persones soles el 9,1% de les quals corresponia a persones de 65 anys o més que vivien soles. El nombre mitjà de persones vivint en cada habitatge era de 2,63 i el nombre mitjà de persones que vivien en cada família era de 3,07.
Per edats la població es repartia de la següent manera: un 24,9% tenia menys de 18 anys, un 6,5% entre 18 i 24, un 31,5% entre 25 i 44, un 24% de 45 a 60 i un 13% 65 anys o més.
L'edat mediana era de 38 anys. Per cada 100 dones de 18 o més anys hi havia 90,6 homes.
La renda mediana per habitatge era de 51.987$ i la renda mediana per família de 60.315$. Els homes tenien una renda mediana de 40.174$ mentre que les dones 29.357$. La renda per capita de la població era de 22.091$. Aproximadament el 3,6% de les famílies i el 5,2% de la població estaven per davall del llindar de pobresa.